# Isten belájkolt
Az Isten belájkolt (eredeti cím: God Friended Me) 2018 és 2020 között vetített amerikai televíziós sorozat, amelynek alkotói Steven Lilien és Bryan Wynbrandt. A tévéfilmsorozat a Berlanti Productions, a I Have an Idea! Entertainment, a CBS Television Studios és a Warner Bros. Television gyártásában készült. Az Amerikai Egyesült Államokban 2018. szeptember 30-ától a CBS csatorna vetítette. Magyarországon az RTL Klub tűzte műsorra 2019. június 14-én.

## Cselekmény
Miles megrögzött ateista, apja lelkész. Miles podcastjában folyamatosan tagadja Isten létezését, ám egy napon valaki „Isten” azonosítóval ismerősnek jelöli a Facebookon. Eleinte azt hiszi, ez valami számítógépes tréfa egy hekker részéről, és mivel komolytalannak tartja, ezért többször elutasítja a jelölést. Ám Isten nem tágít, míg végül Miles elfogadja. Isten ismerősöket kezd ajánlani neki, akik neve  Miles számára ismeretlen.
Elsőnek egy férfit, aki egy perc múlva figyelmetlenségből nekimegy az utcán, miközben a feleségével veszekszenek, ezért Miles követni kezdi és megmenti az öngyilkosságtól, amikor a férfi az érkező metró elé akar lépni. 
Majd „Isten” ismerősnek ajánlja Carát, aki újságíró, és nem tudja, miről írjon cikket, ezért felmerül, hogy ki akarják rúgni a cégétől, mert hat hete nem adott le cikket. Miles felkeresi, és megpróbálnak együtt utánajárni a rejtélyes „Isten” adatlap tulajdonosának. 
Miles számítógép-programozó haverja, Rakesh ugyancsak próbálja lenyomozni az „Isten” azonosítót használó IP-címét, de számára áttörhetetlen tűzfalba ütközik.

## Szereplők

### Főszereplők
| Szereplő                                 | Színész              | Magyar hang         |
| ---------------------------------------- | -------------------- | ------------------- |
| Miles Finer                              | Brandon Micheal Hall | Ember Márk          |
| Cara Bloom, újságíró                     | Violett Beane        | Földes Eszter       |
| Rakesh Singh, programozó, Miles barátja  | Suraj Sharma         | Fehér Tibor         |
| Ali Finer, Miles húga                    | Javicia Leslie       | Ligeti Kovács Judit |
| Arthur Finer, lelkész, Miles és Ali apja | Joe Morton           | Jakab Csaba         |

### Visszatérő szereplők
| Szereplő                                    | Színész          | Magyar hang      |
| ------------------------------------------- | ---------------- | ---------------- |
| Pria                                        | Parminder Nagra  | Czifra Krisztina |
| Susan, Cara édesanyja                       | Rachel Bay Jones | Orosz Helga      |
| Jaya, Rakesh barátnője                      | Shazi Raja       | Gulás Fanni      |
| Eli                                         | Kyle Harris      | Hegedűs Miklós   |
| Trisha, hangszerboltos, később Arthur párja | Erica Gimpel     | Makay Andrea     |
| Nia                                         | Victoria Janicki |                  |
| Rev. Andrew Carver, segédlelkész            | Gaius Charles    | Láng Balázs      |
| Simon Hayes                                 | Adam Goldberg    | Dányi Krisztián  |
| Wilson Hedges                               | Michel Gill      |                  |

- Magyar szöveg: Faludi Katalin[1]
- Szinkronrendező: Jólesz Dávid[1]

## Évados áttekintés
| Évad | Évad | Részek száma | Részek száma | Eredeti sugárzás     | Eredeti sugárzás  | Eredeti adó | Magyar sugárzás   | Magyar sugárzás     | Magyar adó |
| Évad | Évad | Részek száma | Részek száma | Évadbemutató         | Évadzáró          | Eredeti adó | Évadbemutató      | Évadzáró            | Magyar adó |
| ---- | ---- | ------------ | ------------ | -------------------- | ----------------- | ----------- | ----------------- | ------------------- | ---------- |
|      | 1.   | 20           | 20           | 2018. szeptember 30. | 2019. április 14. | CBS         | 2019. június 14.  | 2019. augusztus 16. | RTL Klub   |
|      | 2.   | 22           | 22           | 2019. szeptember 29. | 2020. április 26. | CBS         | 2022. február 26. | 2022. május 7.      | Cool TV    |